# 以色列體育

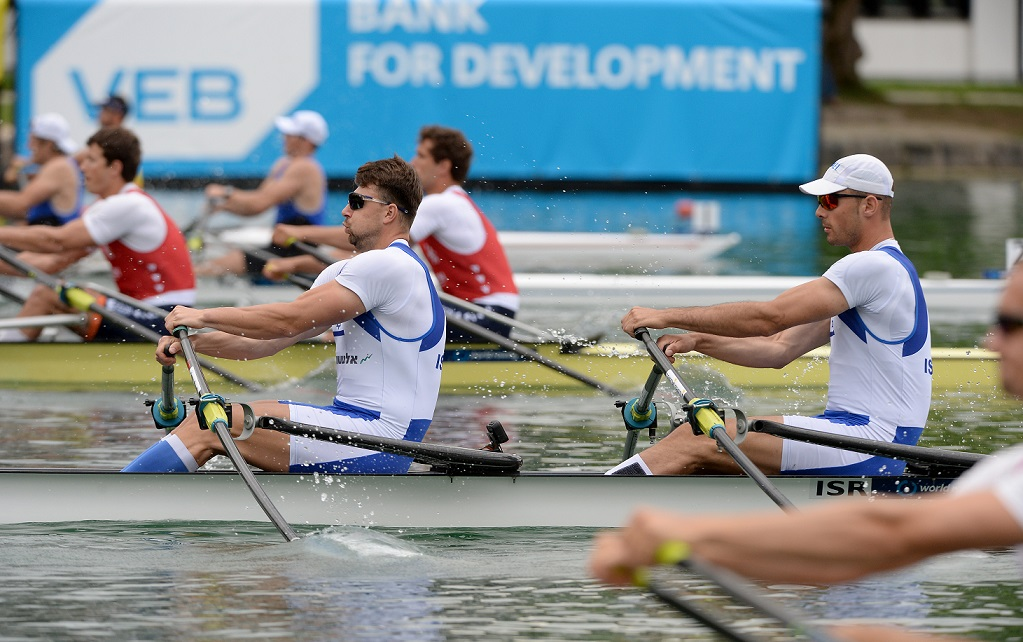
以色列皮划艇隊

以色列體育是以色列民族文化的重要組成部分。足球是以色列最受歡迎且最為普及的項目。以色列已經在奧運會的柔道、皮划艇、帆船項目取得了八塊獎牌。以色列人鮑里斯·格爾凡德贏得了2009年西洋棋世界盃。以色列另外兩項有悠久傳統的體育項目是網球和撐桿跳。以色列在1954年加入亞足聯，但在1974年因政治原因而被逐出亞足聯，並在1992年加入歐足聯。以色列參加了1970年世界盃足球賽。以色列國家游泳隊也有一定實力。

## 外部連結
- TourTheIsrael - Israel bike racing organization
- The Israel Football Association
- Israel Basketball Association （希伯来文）
- Sports Associations in Israel（页面存档备份，存于）
- Sports in Israel - Photos by Lev Borodulin
- IL-Sports - Israeli sports website in English
- Sports in Israel - photos by Lev Borodulin（页面存档备份，存于）
- Sport: Yishuv to the Present
- Israel Netball（页面存档备份，存于）
- Stand up paddle boarding in Israel（页面存档备份，存于）